# Subdivisões da Mauritânia

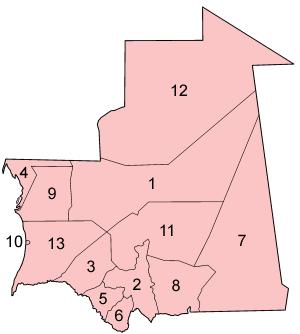
Regiões da Mauritânia

A Mauritânia está dividida para fins político-administrativos em 12 regiões mais o distrito da capital (as respectivas capitais estão entre parênteses):
1. Adrar (Atar)
2. Assaba (Kiffa)
3. Brakna (Aleg)
4. Dakhlet Nouadhibou (Nouadhibou)
5. Gorgol (Kaédi)
6. Guidimaka (Sélibaby)
7. Hodh ech Chargui (Náma)
8. Hodh el Gharbi (Aioun El Atrouss)
9. Inchiri (Akjoujt)
10. Nouakchott (Nouakchott) - Distrito da Capital
11. Tagant (Tidjikdja)
12. Tiris Zemmour (Zouérat)
13. Trarza (Rosso)